# Пальцево (Курская область)
Па́льцево — село в Дмитриевском районе Курской области России. Входит в состав Дерюгинского сельсовета.

## География
Село находится в северо-западной части Курской области, в лесостепной зоне, в пределах Среднерусской возвышенности, на берегах реки Осмони, на расстоянии примерно 10 км (по прямой) к северо-востоку от города Дмитриева, административного центра района. Абсолютная высота — 159 м над уровнем моря.
Климат
Климат характеризуется как умеренно континентальный. Среднегодовая температура — 5,1 °C. Абсолютный минимум температуры воздуха самого холодного месяца (января) составляет −37 °C; абсолютный максимум самого тёплого месяца (июля) — 40 °C. Безморозный период длится около 144 дней в году. Среднегодовое количество атмосферных осадков составляет 572 мм. Снежный покров держится в среднем 106—121 дней в году.
Часовой пояс
Село Пальцево, как и вся Курская область, находится в часовой зоне МСК (московское время). Смещение применяемого времени относительно UTC составляет +3:00.

## История
Между 1621—1628 годами деревня Палцова обрела статус села в связи с постройкой Введенской церкви. В 1696 году (7204 от сотворения мира) было возведено новое церковное здание. В 1790 году вместо него была построена каменная Троицкая церковь.

## Население
| 2002 | 2010 |
| ---- | ---- |
| 209  | ↘144 |

Половой состав
По данным Всероссийской переписи населения 2010 года в половой структуре населения мужчины составляли 43,8 %, женщины — соответственно 56,2 %.
Национальный состав
Согласно результатам переписи 2002 года, в национальной структуре населения русские составляли 96 % из 209 чел.